# Metal Safari
Metal Safari – japońska grupa muzyczna wykonująca takie gatunki jak metalcore czy death metal.

## Historia
Zespół został założony 23 marca 2005 roku. Na początku grupę tworzyli: wokalista Inamoto, gitarzysta Hiro-yuki oraz perkusista Yazu. Razem we trójkę nagrali trzy albumy demo: „Return My Blood”, „Brand New God” oraz „Hell’s Bast”. Tego samego roku do grupy dołączył basista Jun.
Jeszcze we wrześniu tego samego roku wydali we czwórkę album demo pt. „The First 7 songs”. 21 maja 2006 roku grupa wydała swój pierwszy studyjny album zatytułowany „Return My Blood”. Następnie Metal Safari wzięło udział w trasie koncertowej „Awaken Asian Attack Tour” oraz zagrało na największym tajwańskim festiwalu muzycznym „Formoz Fest”. W 2007 roku Metal Safari wraz z Virgin Snatch, Thy Disease, Rasta, Mahavatar oraz NoNe wzięło udział w trasie koncertowej „Metalfilia 2007”, której koncerty odbywały się w polskich miastach takich jak: Katowice, Poznań, Wrocław, Bydgoszcz, Gdynia, Warszawa, Lubin, Łódź, Rzeszów czy Kraków. 4 grudnia 2007 roku, na dzień przed trasą „Metalfilia 2007” Metal Safari zagrało koncert w MOTOR ROCK PUB w Słupsku. 22 września 2010 roku grupa wydała swój drugi studyjny album pt. „Prisoner”. Album został wydany z nakładem wytwórni muzycznej Spiritual Beast.

## Skład zespołu
- Inamoto – wokal
- Hiro-Yuki – gitara
- Jun – gitara basowa
- Yazu – perkusja

## Dyskografia
Albumy studyjne
- „Return to My Blood” (21 maja 2006)
- „Prisoner” (22 września 2010)

Albumy demo
- „Return to My Blood” (10 kwietnia 2005)
- „Brand New God” (19 maja 2005)
- „Hell’s Blast” (20 czerwca 2005)
- „The First 7 Songs” (wrzesień 2005)